# راکی پوینت (نیویورک)
راکی پوینت (به انگلیسی: Rocky Point) یک منطقهٔ مسکونی در ایالات متحده آمریکا است که در شهرستان سافک، نیویورک واقع شده‌است. راکی پوینت ۲۹٫۳ کیلومتر مربع مساحت و ۱۴٬۰۱۴ نفر جمعیت دارد و ۵۹ متر بالاتر از سطح دریا واقع شده‌است.